# Liste der Kulturdenkmäler in Mesenich
In der Liste der Kulturdenkmäler in Mesenich sind alle Kulturdenkmäler der rheinland-pfälzischen Ortsgemeinde Mesenich aufgeführt. Grundlage ist die Denkmalliste des Landes Rheinland-Pfalz (Stand: 21. September 2023).

## Denkmalzonen
| Bezeichnung          | Lage | Baujahr                | Beschreibung                                                                                           | Bild |
| -------------------- | --- | ---------------------- | --- | --- |
| Denkmalzone Ortskern | Abteistraße, Briedener Weg 2 und 4, Kehrstraße 6–9 und 11, Kirchstraße, Kochstraße, Pützstraße, Römerstraße 1–11 (ungerade Nummern), 6 und 8, Weinbergstraße 3–13 (ungerade Nummern), 14, 16 und 18 sowie katholische Pfarrkirche, Zehnthofstraße 1–21 (ungerade Nummern) und 2–8 (gerade Nummern) Lage | ab dem 16. Jahrhundert | engerer Dorfkern mit leiterförmigem Grundriss und zahlreichen Fachwerkhäusern seit dem 16. Jahrhundert | [[Vorlage:Bilderwunsch/code!/C:50.096379,7.197452!/D:Abteistraße, Briedener Weg 2 und 4, Kehrstraße 6–9 und 11, Kirchstraße, Kochstraße, Pützstraße, Römerstraße 1–11 (ungerade Nummern), 6 und 8, Weinbergstraße 3–13 (ungerade Nummern), 14, 16 und 18 sowie katholische Pfarrkirche, Zehnthofstraße 1–21 (ungerade Nummern) und 2–8 (gerade Nummern),!/\|BW]] |

## Einzeldenkmäler
| Bezeichnung                          | Lage                                  | Baujahr                     | Beschreibung | Bild                           |
| ------------------------------------ | ------------------------------------- | --------------------------- | --- | ------------------------------ |
| Garten                               | Abteistraße, zu Nr. 6 Lage            | 1895                        | Garten mit schmiedeeisernem Pavillon, bezeichnet 1895, an der Ecke Zehnthofstraße/Abteistraße | BW                             |
| Wohnhaus                             | Abteistraße 7 Lage                    | 1478/79                     | Fachwerkhaus, teilweise massiv, verputzt, abgewalmtes Dach, dendrodatiert 1478/79 und 1486, Erweiterungen im 18. und am Anfang des 20. Jahrhunderts; Anbau; Ökonomiegebäude mit mittelalterlichem Eingang; bauliche Gesamtanlage | Fotos hochladen                |
| Wohnhaus                             | Abteistraße 8 Lage                    | um 1470/80                  | Fachwerkhaus, teilweise massiv, verputzt, Krüppelwalmdach, Dachstuhl um 1470/80, Umbau wohl im 18. Jahrhundert | BW                             |
| Brunnen                              | Am Brühl, bei Nr. 9 Lage              | Ende des 19. Jahrhunderts   | Schwengelpumpe, Gusseisen, Ende des 19. Jahrhunderts | BW                             |
| Brunnen                              | Briederner Weg, bei Nr. 2 Lage        | Ende des 19. Jahrhunderts   | Schwengelpumpe, Gusseisen, Ende des 19. Jahrhunderts | BW                             |
| Relief                               | Briederner Weg, zu Nr. 4 Lage         | frühes 18. Jahrhundert      | Relief mit Vesperdarstellung, frühes 18. Jahrhundert, an einer Scheune in der Raiffeisenstraße | Fotos hochladen                |
| Alte Schule                          | Briederner Weg 10 Lage                | 1886/87                     | Alte Schule; Bruchsteinbau, 1886/87 | Fotos hochladen                |
| Brunnen                              | Briederner Weg, vor Nr. 10 Lage       | Ende des 19. Jahrhunderts   | Schwengelpumpe, Gusseisen, Ende des 19. Jahrhunderts | Fotos hochladen                |
| Wohnhaus                             | Briederner Weg 11 Lage                | 1898                        | Bruchsteinhaus mit Sandsteingewänden, bezeichnet 1898 | Fotos hochladen                |
| Wohnhaus                             | Im Winkel 4 Lage                      | 18. Jahrhundert             | Fachwerkhaus, teilweise massiv, 18. Jahrhundert | Fotos hochladen                |
| Wohnhaus                             | Kehrstraße 6 Lage                     | 18. Jahrhundert             | Fachwerkhaus, eternitverschiefert, Mansarddach, 18. Jahrhundert | Fotos hochladen                |
| Wohnhaus                             | Kirchstraße 5 Lage                    | um 1460                     | Massivbau mit Fachwerkerker, dendrodatiert 1460 ± 5 Jahre | Fotos hochladen                |
| Wohnhaus                             | Kirchstraße 7 Lage                    | 15. Jahrhundert             | Massivbau, im Kern spätmittelalterlich, 15. Jahrhundert, Fachwerkerker, bezeichnet 1762 | Fotos hochladen                |
| Kelterhaus                           | Kirchstraße 8 Lage                    | um 1605/06                  | Kelterhaus, teilweise Fachwerk, um 1605/06 | Fotos hochladen                |
| Wohnhaus                             | Kirchstraße 9 Lage                    | 1542/43                     | Massivbau, dendrodatiert 1542/43, Kellerportal bezeichnet 1605, Fachwerkerker aus dem 18. Jahrhundert | Fotos hochladen                |
| Wohnhaus                             | Kirchstraße 10 Lage                   | 1737                        | dreigeschossiges Wohnhaus, Fachwerk-Obergeschoss bezeichnet 1737, im Kern wohl älter | Fotos hochladen                |
| Wohnhaus                             | Kirchstraße 12 Lage                   | um 1478                     | dreigeschossiges Fachwerkhaus, teilweise massiv, dendrodatiert 1478 ± 5 Jahre, bezeichnet 1772 | Fotos hochladen                |
| Wohnhaus                             | Kirchstraße, zu Nr. 12 Lage           | 17. oder 18. Jahrhundert    | Massivbau, 17. oder 18. Jahrhundert | BW                             |
| Wohnhaus                             | Kochstraße 4 Lage                     | 1485                        | Massivbau, dendrodatiert 1485 | BW                             |
| Brunnen                              | Raiffeisenstraße, bei Nr. 1 Lage      | Ende des 19. Jahrhunderts   | Pumpe, Gusseisen, Ende des 19. Jahrhunderts | Fotos hochladen                |
| Wohnhaus                             | Römerstraße 1 Lage                    | 1494/1544                   | Massivbau, dendrodatiert 1494/1544 | BW                             |
| Scheune                              | Römerstraße, zu Nr. 3 Lage            | um 1480                     | Scheune mit steilem Schildgiebel, um 1480 | BW                             |
| Wohnhaus                             | Römerstraße 7 Lage                    | 18. Jahrhundert             | Fachwerkhaus, teilweise massiv, Mansarddach, 18. Jahrhundert | BW                             |
| Wohnhaus                             | Römerstraße 9 Lage                    | 18. Jahrhundert             | Mansarddachbau, 18. Jahrhundert | BW                             |
| Katholische Pfarrkirche St. Nikolaus | Weinbergstraße Lage                   | um 1200                     | romanischer Westturm, eventuell um 1200, oberer Teil wohl spätgotisch, eventuell um 1480; barocker Saalraum, bezeichnet 1733, Sakristei, bezeichnet 168[8] (?); Grabkreuze, 18. Jahrhundert; Friedhof, Marienkrönungsgruppe, 18. Jahrhundert; reliefiertes Kriegerdenkmal als Torbogen, 1920er Jahre; Gesamtanlage aus Kirche und Friedhof | weitere Bilder Fotos hochladen |
| Wohnhaus                             | Weinbergstraße 3 Lage                 | 16. Jahrhundert             | Fachwerkhaus, teilweise massiv, Ständerbau, wohl aus dem 16. Jahrhundert, Kellerportal bezeichnet 1605 | Fotos hochladen                |
| Wohnhaus                             | Weinbergstraße 11 Lage                | 1910                        | Bruchsteinbau, teilweise Fachwerk, Moselstil, 1910 | Fotos hochladen                |
| Wohnhaus                             | Weinbergstraße 13 Lage                | 1584                        | Fachwerkhaus, teilweise massiv, verputzt, bezeichnet 1584, Anbau 1869, Umbau 1934 | Fotos hochladen                |
| Wohnhaus                             | Weinbergstraße 14 Lage                | 16. Jahrhundert             | zweiteiliges Fachwerkhaus, teilweise massiv oder verputzt, 16. Jahrhundert, jüngerer Teil aus dem 18. oder 19. Jahrhundert; Gesamtanlage mit Nr. 16 | BW                             |
| Wohnhaus                             | Weinbergstraße 16 Lage                | 1525                        | Fachwerkhaus, teilweise massiv, verputzt, dendrodatiert 1525; Ziehbrunnen; Gesamtanlage mit Nr. 14 | BW                             |
| Wohnhaus                             | Weinbergstraße 18 Lage                | spätes 16. Jahrhundert      | Fachwerkhaus, teilweise massiv, Ständerbau, spätes 16. Jahrhundert | Fotos hochladen                |
| Kreuz                                | Weinbergstraße, bei Nr. 20 Lage       | Ende des 19. Jahrhunderts   | Kreuz, gusseisen, Ende des 19. Jahrhunderts | Fotos hochladen                |
| Wohnhaus                             | Zehnthofstraße 2 Lage                 | Mitte des 19. Jahrhunderts  | Krüppelwalmdachbau, Bruchstein, Mitte des 19. Jahrhunderts | Fotos hochladen                |
| Wohnhaus                             | Zehnthofstraße 4 Lage                 | 1569                        | Bruchsteinbau mit Fachwerkerker, bezeichnet 1569 | Fotos hochladen                |
| Wohnhaus                             | Zehnthofstraße 5 Lage                 | Anfang des 19. Jahrhunderts | Bruchsteinbau, Anfang des 19. Jahrhunderts | BW                             |
| Brunnen                              | Zehnthofstraße, vor Nr. 5 Lage        | Ende des 19. Jahrhunderts   | Schwengelpumpe, Gusseisen, Ende des 19. Jahrhunderts | BW                             |
| Wohnhaus                             | Zehnthofstraße 8 Lage                 | 1562                        | Bruchsteinhaus, verputzt, dendrodatiert 1562, Umbau im 19. Jahrhundert; Gesamtanlage mit Garten | Fotos hochladen                |
| Wohnhaus                             | Zehnthofstraße 13 Lage                | 1737                        | Fachwerkhaus, teilweise massiv, verputzt, abgewalmtes Mansarddach, dendrodatiert 1737 | BW                             |
| Brauweiler Hof                       | Zehnthofstraße 17, Kirchstraße 6 Lage | 17. und 18. Jahrhundert     | Zehnthof der Abtei Brauweiler; repräsentativer Krüppelwalmdachbau, Wappen des Abtes Amandus Herriger (1756–78), um 1770, Architekt wohl Nikolaus Lauxen; barocke Nikolausfigur; Kelterhaus, dendrodatiert 1651 | Fotos hochladen                |
| Sturz                                | Zehnthofstraße, an Nr. 18 Lage        | 1771                        | Sturz, bezeichnet 1771 | BW                             |
| Wohnhaus                             | Zehnthofstraße 21 Lage                | 1926                        | Putzbau, bezeichnet 1926 | BW                             |
| Kährhäuschen                         | östlich des Ortes Lage                |                             | Weinbergskapelle, barocker Bruchsteinbau | BW                             |
| Erdpfalzhäuschen                     | östlich des Ortes Lage                |                             | Waldkapelle | BW                             |

## Ehemalige Kulturdenkmäler
| Bezeichnung | Lage                  | Baujahr | Beschreibung                                                                                    | Bild |
| ----------- | --------------------- | ------- | ----------------------------------------------------------------------------------------------- | ---- |
| Wohnhaus    | Briederner Weg 1 Lage | 1529/30 | Massivbau, teilweise Fachwerk, dendrodatiert 1529/30; abgebrochen und aus Denkmalliste gelöscht | BW   |